# Episteme nipalensis
Episteme nipalensis är en fjärilsart som beskrevs av Butler 1875. Episteme nipalensis ingår i släktet Episteme och familjen nattflyn. Inga underarter finns listade i Catalogue of Life.